# Пета војвођанска ударна бригада
Пета војвођанска народноослободилачка ударна бригада формирана је 15. новембра 1943. у селу Ратковићима на Мајевици. Приликом формирања бригада је имала 835 бораца (733 друга и 102 другарице). 

## Борбени пут бригаде
Након великих успеха у борбама у источној Босни од јуна до октобра 1943. и освајања знатне количине опреме и наоружања, стекли су се услови за прихват већег броја добровољаца у јединице. Посебно је велики био прилив добровољаца из Срема. Они су попунили претходно формиране војвођанске бригаде, а крајем новембра у Пету војвођанску бригаду је ступило још 317 нових бораца из Срема. 27. фебруара у следећој већој попуни у Бригаду је стигло још 240 бораца из Срема.
Бригада је од оснивања до марта 1944. била у саставу Шеснаесте војвођанске дивизије. 3. марта 1944. формирана је 36. војвођанска дивизија, и Пета војвођанска бригада ушла је у њен састав, у којем је остала до краја рата.
Источна Босна је од јесени 1943. била поприште непрекидних обостраних интензивних борбених дејстава, и у њима је учествовала и Пета војвођанска бригада. Током јула и августа 1944. учествовала је у саставу свог корпуса у сложеним и исцрпљујућим борбама против немачких непрекидних операција у циљу спречавања продора у Србију. У септембру учествовала је у разбијању операције Циркус, у октобру у Београдској операцији. На Сремском фронту била је ангажована у десанту 68. корпуса Црвене армије код Вуковара почетком децембра 1944. Током 1945. учествовала је у борбама на Вировитичком и Болманском мостобрану.
Одликована је Орденом партизанске звезде са златним венцем и Орденом заслуга за народ са златном звездом. 

## Народни хероји Пете војвођанске бригаде
- Милан Корица Ковач, заменик команданта бригаде
- Сулејман Омеровић, командант бригаде

## Командни састав
Формацију су сачињавали:
- Штаб бригаде:
  - командант: Стеван Бикић
  - заменик команданта: Милан Корица - Ковач
  - политички комесар: Арсо Мијовић
  - заменик политичког комесара: Љубица Ђорђевић
- Први батаљон - штаб:
  - командант: Пера Јовановић
  - заменик команданта: Јова Лужајић
  - политички комесар: Ђура Војводић
  - заменик политичког комесара: Душан Грујић-Јоја
- Други батаљон - штаб: 
  - командант: Василије Крстић-Вале
  - заменик команданта: Бранко Јовић-Сепика
  - политички комесар: Обрад Обрадовић
  - заменик политичког комесара: Бранко Крњаја
- Трећи батаљон - штаб:
  - командант: Марко Степанов
  - заменик команданта: Здравко Мирчетић - Цига
  - политички комесар: Радован Остојић